# 4764 Joneberhart
A 4764 Joneberhart (ideiglenes jelöléssel 1983 CC) egy kisbolygó a Naprendszerben. Edward L. G. Bowell fedezte fel 1983. február 11-én.